# 葫芦苏铁
葫芦苏铁（Cycas changjiangensis）是苏铁科苏铁属的植物。仅分布于中国大陆的海南昌江县坝王岭，茎干呈葫芦状，目前尚未由人工引种栽培。
其种加词“changjiangensis”意为“昌江的”。